# BVA Cup 2022 (femminile)
La BVA Cup 2022, 15ª edizione della omonima competizione di pallavolo femminile, si è svolta dal 21 al 25 settembre 2022: al torneo hanno partecipato cinque squadre di club afferenti alla BVA e la vittoria finale è andata per la prima volta al PTT.

## Regolamento

### Formula
La formula ha previsto un girone all'italiana.

### Criteri di classifica
Se il risultato finale è stato di 3-0 o 3-1 sono stati assegnati 3 punti alla squadra vincente e 0 a quella sconfitta, se il risultato finale è stato di 3-2 sono stati assegnati 2 punti alla squadra vincente e 1 a quella sconfitta.
L'ordine del posizionamento in classifica è stato definito in base a:
- Numero di partite vinte;
- Punti;
- Ratio dei set vinti/persi;
- Ratio dei punti realizzati/subiti;
- Risultati degli scontri diretti.

## Squadre partecipanti
- Banjaluka
- Rabotnički
- Dinamo Bucarest
- Partizan
- PTT

## Torneo

### Risultati
| 21 settembre 2022 Sportska dvorana Borik, Banja Luka Durata: 1h:01 - Spettatori: 50  | PTT             | 3 - 0 | Rabotnički      | 25-19, 25-10, 25-11        |
| 21 settembre 2022 Sportska dvorana Borik, Banja Luka Durata: 1h:29 - Spettatori: 250 | Partizan        | 3 - 0 | Banjaluka       | 25-21, 25-19, 25-20        |
| 22 settembre 2022 Sportska dvorana Borik, Banja Luka Durata: 1h:07 - Spettatori: 40  | Rabotnički      | 0 - 3 | Partizan        | 15-25, 18-25, 17-25        |
| 22 settembre 2022 Sportska dvorana Borik, Banja Luka Durata: 1h:46 - Spettatori: 400 | Dinamo Bucarest | 1 - 3 | PTT             | 25-20, 20-25, 22-25, 18-25 |
| 23 settembre 2022 Sportska dvorana Borik, Banja Luka Durata: 1h:43 - Spettatori: 70  | Partizan        | 1 - 3 | Dinamo Bucarest | 23-25, 20-25, 25-14, 19-25 |
| 23 settembre 2022 Sportska dvorana Borik, Banja Luka Durata: 1h:33 - Spettatori: 400 | Banjaluka       | 3 - 0 | Rabotnički      | 25-23, 25-23, 25-11        |
| 24 settembre 2022 Sportska dvorana Borik, Banja Luka Durata: 1h:11 - Spettatori: 250 | Dinamo Bucarest | 3 - 0 | Banjaluka       | 25-17, 25-17, 25-23        |
| 24 settembre 2022 Sportska dvorana Borik, Banja Luka Durata: 1h:10 - Spettatori: 250 | PTT             | 3 - 0 | Partizan        | 25-15, 25-18, 25-22        |
| 25 settembre 2022 Sportska dvorana Borik, Banja Luka Durata: 1h:35 - Spettatori: 0   | Rabotnički      | 1 - 3 | Dinamo Bucarest | 10-25, 15-25, 25-23, 18-25 |
| 25 settembre 2022 Sportska dvorana Borik, Banja Luka Durata: 1h:13 - Spettatori: 0   | Banjaluka       | 0 - 3 | PTT             | 20-25, 14-25, 23-25        |

### Classifica
| Pos. | Squadra         | Pt | G | V | P | SV | SP | Ratio  | PF  | PS  | Ratio |
| ---- | --------------- | -- | - | - | - | -- | -- | ------ | --- | --- | ----- |
| 1.   | PTT             | 12 | 4 | 4 | 0 | 12 | 1  | 12,000 | 320 | 237 | 1,350 |
| 2.   | Dinamo Bucarest | 9  | 4 | 3 | 1 | 10 | 5  | 2,000  | 347 | 307 | 1,130 |
| 3.   | Partizan        | 6  | 4 | 2 | 2 | 7  | 6  | 1,166  | 292 | 274 | 1,065 |
| 4.   | Banjaluka       | 3  | 4 | 1 | 3 | 3  | 9  | 0,333  | 248 | 282 | 0,879 |
| 5.   | Rabotnički      | 0  | 4 | 0 | 4 | 1  | 12 | 0,833  | 215 | 323 | 0,665 |

## Classifica finale
| Pos | Squadra         | Qualificazione        |
| --- | --------------- | --------------------- |
|     | PTT             | Challenge Cup 2022-23 |
| 2   | Dinamo Bucarest |                       |
| 3   | Partizan        |                       |
| 4   | Banjaluka       |                       |
| 5   | Rabotnički      |                       |

## Premi individuali
| Premio                 | Nome           | Squadra         |
| ---------------------- | -------------- | --------------- |
| MVP                    | Eva Mori       | PTT             |
| Miglior palleggiatrice | Eva Mori       | PTT             |
| Miglior opposto        | Elif Boran     | PTT             |
| Miglior schiacciatrice | Gabriela Bălae | Dinamo Bucarest |
| Miglior centrale       | Dalia Vîrlan   | Dinamo Bucarest |
| Miglior libero         | Jelena Sakotić | Banjaluka       |